# Dekanat Strzegom (2007)
Dekanat Strzegom – zreorganizowany dekanat w rzymskokatolickiej diecezji świdnickiej. W pierwotnej formie przestał istnieć 1 lipca 2008, w wyniku powstania dekanatów: Strzegom i Żarów.

## Parafie i miejscowości
W skład dekanatu wchodziło 9 parafii:

### parafia Chrystusa Króla
- Goczałków → kościół parafialny
- Goczałków Górny

### parafia św. Jana Chrzciciela
- Jaroszów → kościół parafialny
- Mielęcin
- Mikoszowa
- Rusko → kościół filialny Świętych Piotra i Pawła

### parafia św. Józefa Oblubieńca NMP
- Jaworzyna Śląska → kościół parafialny oraz filia NMP Częstochowskiej
- Nowy Jaworów
- Pasieczna → filia NMP Królowej Polski

### parafia Trójcy Świętej
- Grochotów
- Modlęcin
- Olszany → kościół parafialny
- Stanowice → filia Najśw. Serca Pana Jezusa

### parafia św. Barbary
- Czechy → filia NMP Łaskawej i bł. Marii Karłowskiej
- Pastuchów → kościół parafialny
- Piotrowice Świdnickie → filia Podwyższenie Krzyża Świętego
- Przyłęgów
- Skarżyce

### parafia NMP Różańcowej
- Niedaszów
- Rogoźnica → kościół parafialny oraz filia Świętych Szymona i Judy Tadeusza
- Targoszyn → filia św. Jadwigi
- Zimnik

### parafia Najświętszego Zbawiciela Świata i NMP Szkaplerznej
- Graniczna
- Strzegom → kościół parafialny
- Wieśnica
- Żółkiewka

### parafia Świętych Piotra i Pawła
- Granica
- Międzyrzecze
- Morawa
- Stawiska
- Strzegom → kościół parafialny oraz filie św. Antoniego, św. Barbary i św. Jadwigi
  - Grabina
- Tomkowice → filia bł. Karoliny Kózkówny

### parafia Najśw. Serca Pana Jezusa
- Łażany → filia Bożego Ciała
- Kruków
- Mrowiny → filia NMP Królowej Polski
- Zastruże → filia Wniebowzięcia NMP
- Żarów → kościół parafialny

Powyższy wykaz przedstawia wszystkie miasta, wsie oraz dzielnice miast, przysiółki wsi i osady w dekanacie.